# 264

## Události
- Římský císař Gallienus navštěvuje Athény
- Mimořádný koncil v Antiochii projednával názory zdejšího biskupa Pavla ze Samosaty na Ježíše, který byl dle něj bez ohledu na jeho poslání pouze obyčejným člověkem

## Hlavy států
- Papež – Dionýsius (259–268)
- Římská říše – Gallienus (253–268)
- Perská říše – Šápúr I. (240/241–271/272)
- Kušánská říše – Vášiška (247–267)
- Arménie – Artavazd VI. (252–283)
- Kavkazská Iberie – Mirdat II. Iberský (249–265) + Amazasp III. (260–265)

Indie:
- Guptovská říše – Maharádža Šrí Gupta (240–280)
- Západní kšatrapové – Rudrasen II (256–278)